# Скалішкейми
Скалішкейми (пол. Skaliszkiejmy, нім. Skallischkehmen) — село в Польщі, у гміні Бані Мазурські Ґолдапського повіту Вармінсько-Мазурського воєводства.
У 1975-1998 роках село належало до Сувальського воєводства.